# Phloeodes
Phloeodes is een geslacht van kevers uit de familie somberkevers (Zopheridae).

## Soorten
Deze lijst is mogelijk niet compleet.
| - P. aequalis - P. angustus - P. collaris - P. convexulus - P. corrosus - P. denticulata | - P. diabolicum - P. doyeni - P. elongatus - P. emarginatus - P. latipennis - P. ovipennis | - P. plicatum - P. pustulosum - P. remotus - P. scaber - P. torvus |